# Флаг Моршанска
Флаг муниципального образования город Моршанск Тамбовской области Российской Федерации — опознавательно-правовой знак, служащий официальным символом муниципального образования.
Утверждён 25 сентября 2012 года решением Совета народных депутатов города Моршанск № 505 и 19 октября 2012 года внесён в Государственный геральдический регистр Российской Федерации с присвоением регистрационного номера 7969.

## Описание
Прямоугольное голубое полотнище с отношением ширины к длине 2:3, в центре которого два белых, с жёлтыми анкерштоками вверх, речных (четырёхлапчатых) якоря накрест.

## Обоснование символики
Разработан на основе современного герба, восстановленного из герба Высочайше утверждённого 16 (27) августа 1781 года вместе с гербами других городов Тамбовского наместничества. Описание герба гласит: в верхней части щита герб Тамбовский, в нижней «Два небольшие четвероконечные якоря, в голубом поле, в знак того, что в сем городе находится спокойная для водоходных судов пристань».
Восстановление исторического герба Моршанска символизирует преемственность поколений, неразрывность традиций, показывает бережное отношение местных жителей к своему прошлому и культурному наследию.
Голубой цвет (лазурь) символизирует возвышенные устремления, искренность, преданность, возрождение.
Белый цвет (серебро) символизирует чистоту, открытость, божественную мудрость, примирение.
Жёлтый цвет (золото) символизирует высшую ценность, величие, великодушие, богатство.